# Calilena adna
Calilena adna là một loài nhện trong họ Agelenidae.
Loài này thuộc chi Calilena. Calilena adna được Ralph Vary Chamberlin & Wilton Ivie miêu tả năm 1941.